# Guitar Man (album, Bread)
Guitar Man je páté studiové album americké rockové skupiny Bread, vydané roku 1972 společností Elektra Records. V hitparádě Billboard 200 se deska umístila na osmnácté příčce. Tři singly z desky se umístily v první dvacítce singlové hitparády: „The Guitar Man“ (11), „Sweet Surrender“ (15) a „Aubrey“ (15).

## Seznam skladeb
1. "Welcome to the Music" (Gates) – 2:57
2. "The Guitar Man" (Gates) – 3:46
3. "Make It by Yourself" (Gates/Griffin) – 3:50
4. "Aubrey" (Gates) – 3:39
5. "Fancy Dancer" (Botts/Griffin) – 3:33
6. "Sweet Surrender" (Gates) – 2:38
7. "Tecolote" (Gates) – 4:35
8. "Let Me Go" (Griffin/Royer) – 3:27
9. "Yours For Life" (Gates) – 3:21
10. "Picture in Your Mind" (Knechtel) – 4:42
11. "Don't Tell Me No" (Griffin/Royer) – 3:34
12. "Didn't Even Know Her Name" (Gates/Griffin) – 3:09

## Obsazení
- David Gates – zpěv, kytara, baskytara, klávesy
- James Griffin – zpěv, kytara, klávesy
- Larry Knechtel – klávesy, baskytara, kytara
- Mike Botts – bicí